# 科索沃保護部隊
科索沃保護部隊(Kosovo Protection Corps(KPC) ) 是科索沃的民间紧急服务组织[a]運作於1999 年至 2009 年。
科索沃保護部隊成立於 1999 年 9 月 21 日，聯合國科索沃臨時行政當局特派團針對科索沃保護部隊的腳色，頒布第 1999/8 號令與《原則宣言》協議。實際上，這是联合国安理会第 1244 号决议规定的解除科索沃解放軍(KLA) 武裝，卻遭到科索沃阿爾巴尼亞人拒绝的妥協方案，將科索沃解放軍轉為保護部隊。

## 歷史

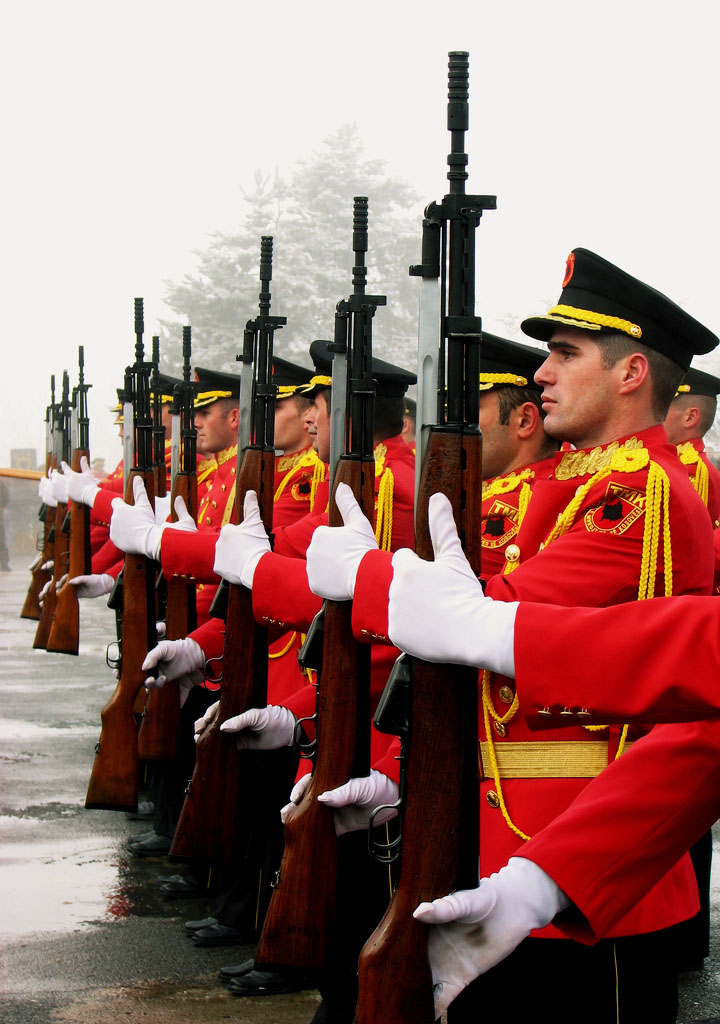
科索沃保護部隊

保護部隊車牌

1999年科索沃战争结束，北約部隊撤出科索沃，科索沃解放軍（KLA）的角色也隨之改變，迫切需要定義其在新形勢下的地位。同年6月10日通過的聯合國1244號決議書，設立聯合國科索沃臨時行政當局特派團(UNMIK)，其中包括了KLA的非軍事化要求。
因此，當月，北約駐科索沃部隊(KFOR)指挥官米克·傑克森(Mike Jackson)將軍和當時擔任科索沃臨時政府總理、同時也是KLA總指揮的哈希姆·塔奇簽署了《關於KLA非軍事化和轉型的協議》。
在完成了非軍事化程序後，1999年9月，聯合國特使伯納德·庫什納簽署了1999/8號法規，成立了科索沃保護部隊（KPC），接著由KPC指揮官和KFOR指揮官簽署了《原則宣言》。
在這些行動獲得批准後，國際移民組織（IOM）立即開始了KLA戰鬥人員的登記活動，該活動從1999年7月23日持續到11月31日。根據IOM的文件，總登記人數為25,723人。
有部分科索沃解放軍成員，加入科索沃警方(Kosovo Police)。

## 任務
聯合國科索沃臨時行政當局特派團（UNMIK）1999/8號法規賦予KPC以下任務：
- 提供應對重大火災、工業事故或有毒洩漏的災難應變能力；
- 進行搜救行動；
- 提供人道援助；
- 協助清除地雷；
- 為基礎設施和社區重建貢獻協助。

科索沃保護部隊不負責在国防、执法、防暴、内部安全或任何其他法律秩序維護的任務。KPC的指導、資金和行政權限，由科索沃的聯合國負責人，聯合國秘書長特別代表（SRSG）負責。KPC日常監督，則由北約維和部隊KFOR指揮官負責。
科索沃保護部隊的第一任指揮官是Agim Çeku，他於2006年辭去職務擔任科索沃總理。陸軍中將Sylejman Selimi，前科索沃解放軍軍事領袖，為末任指揮官。KPC以六個“保護區”為單位，每個區域都有一個區域指揮官。到2001年，每個區域都有一支排爆處理部隊，並且還有一個隸屬於中央的部隊，總共有七個部隊。自成立以來，KPC一直受到不當行為和紀律違規的指責。2001年6月，KPC的幾名高級軍官因涉嫌協助北馬其頓共和國的阿爾巴尼亞少數民族衝突被撤職。

科索沃是塞爾維亞（原為南斯拉夫）政府和科索沃阿爾巴尼亞人之間，一個長期存在的政治和領土爭議。大多數阿爾巴尼亞人認為，如果科索沃贏得獨立，KPC有可能成為未來軍隊的核心。2006年開始的國際談判，旨在確定科索沃最終的地位（參見科索沃地位進程Kosovo status process），並於2007年提出了“受監管的獨立”建議，但未獲聯合國安理會批准。這些談判當中，也包含了要求在一年內解散KPC，並建立一支新的輕武裝科索沃安全部隊（Kosovo Security Force, KSF）。
2008年，KPC解散，同時成立了KSF。他們的角色將包括處理爆炸物的排除，以及應對公民緊急情況。 KSF要求所有潛在成員申請加入，然而在KPC服役不保證能夠在KSF中得到職位。

KPC有5,052名成員，預算為1760萬歐元（2540萬美元），佔GDP的0.79％。